# Géomicrobiologie
La géomicrobiologie est une discipline scientifique pluridisciplinaire qui étudie les divers aspects des interactions entre les microbes et les minéraux. Constituant une des applications de la microbiologie aux milieux naturels, cette sous-discipline de la géobiologie fait appel à de nombreuses disciplines scientifiques qui fournissent des connaissances de base et des éléments de réflexion sur les micro-organismes et le fonctionnement des écosystèmes naturels à l'interface entre lithosphère, biosphère, hydrosphère et atmosphère.

## Historique
Les micro-organismes, invisibles à l'œil nu et ignorés du grand public ou considérés comme des agents pathogènes, existent partout où il y a de l'eau à l'état liquide, et la plupart, sinon toutes les interactions roches-eaux dépendent au moins en partie de l'activité microbienne. Traditionnellement, ils ont été étudiés par observation au microscope et par isolement et mise en culture au laboratoire, mais ces techniques classiques de culture n'ont permis de caractériser qu'une infime collection d'espèces cultivables et la microbiologie environnementale a longtemps été délaissée en raison de la complexité de ces communautés microbiennes. 
Un des pionniers dans ce domaine est le naturaliste allemand Ehrenberg qui observe en 1838 que des microbes (qu'il identifie comme des infusoires mais qui sont en réalité des ferrobactéries chimiolithotrophes de l'espèce Gallionella ferruginea) jouent un rôle important dans certaines eaux douces (tourbières, marécages) où ils peuvent oxyder des carbonates ferreux dissous et provoquer la précipitation de l'oxyde de fer à l'origine de nombreux petits dépôts de minerai de fer des marais qui donne une vase de teinte variable.
L'introduction exacte du terme géomicrobiologie dans le vocabulaire scientifique (en) reste indéterminée. Une définition en est donnée en 1954 par Beerstecher qui introduit la notion de « Microbiologie Géologique » en expliquant qu'elle est « l'étude de relation entre l’Histoire de la Terre et la Vie Microbienne ». Kuznetsov et al. (1963) définissent cette discipline comme « l'étude des processus microbiologique prenant couramment place dans les sédiments actuels des différents cours d'eau, dans la circulation d'eau souterraine à travers les sédiments, les roches ignées, et l'érosion de la croûte terrestre… et aussi la physiologie des micro-organismes spécifiques prenant part dans les processus géochimiques présents ».
Dans cette discipline, les ouvrages de base et études princeps sont notamment « ceux de Kuznetsov et al. (1963) sur l’Introduction à la microbiologie géologique, de Trudinger et Swaine (1979) sur les Cycles biogéochimiques de la formation des minéraux, de Ehrlich (1981) sur la Géomicrobiologie, l’article de Vologdin (1947) sur l’Activité géologique des microorganismes, celui de Mendelsohn (1976) sur les Dépôts de minerais associés aux stromatolithes, et celui de Dexter-Dyer et al., (1984) sur la Possibilité de voies microbiennes dans la formation des dépôts métalliques au Précambrien ».
L'étude géomicrobiologique s'est développée dans ce contexte, abordant un domaine pratiquement vierge grâce à des géologues et des microbiologistes qui prennent progressivement conscience de l'importance de l'activité microbienne dans de nombreux processus géologiques. Elle connaît un véritable essor à la fin du XXe siècle avec la métatranscriptomique et la métagénomique qui, couplées avec les approches classiques de l'écologie microbienne, mettent en évidence que les écosystèmes microbiens façonnent la Terre,.

## Domaines de recherche
Cette discipline étudie les interactions entre les microbes et les minéraux dans le cadre de deux grands processus biologiques : l'altération des minéraux par les micro-organismes telluriques (processus géologiques actuels et passés), le stockage d'éléments chimiques primitivement dispersés par les micro-organismes marins.
Les laboratoires ou unités de recherches consacrés à la géomicrobiologie étudient l'écologie microbienne, la biogéochimie microbienne (développement de biofilms microbiens, processus de biominéralisation, de biométéorisation, de biostabilisation microbienne des sédiments, de biominéralurgie), la dégradation microbienne (en) (mécanismes géomicrobiologiques et paramètres physiques, chimiques, biologiques qui interviennent dans la décomposition des minéraux des roches et du sol, mais aussi des métaux en étant impliqués dans le domaine de la biocorrosion), ou, dans le cadre de l'astrobiologie, les biosignatures qui servent à mieux comprendre les processus par lesquels la vie sest développée sur terre,.

## Domaines d'application

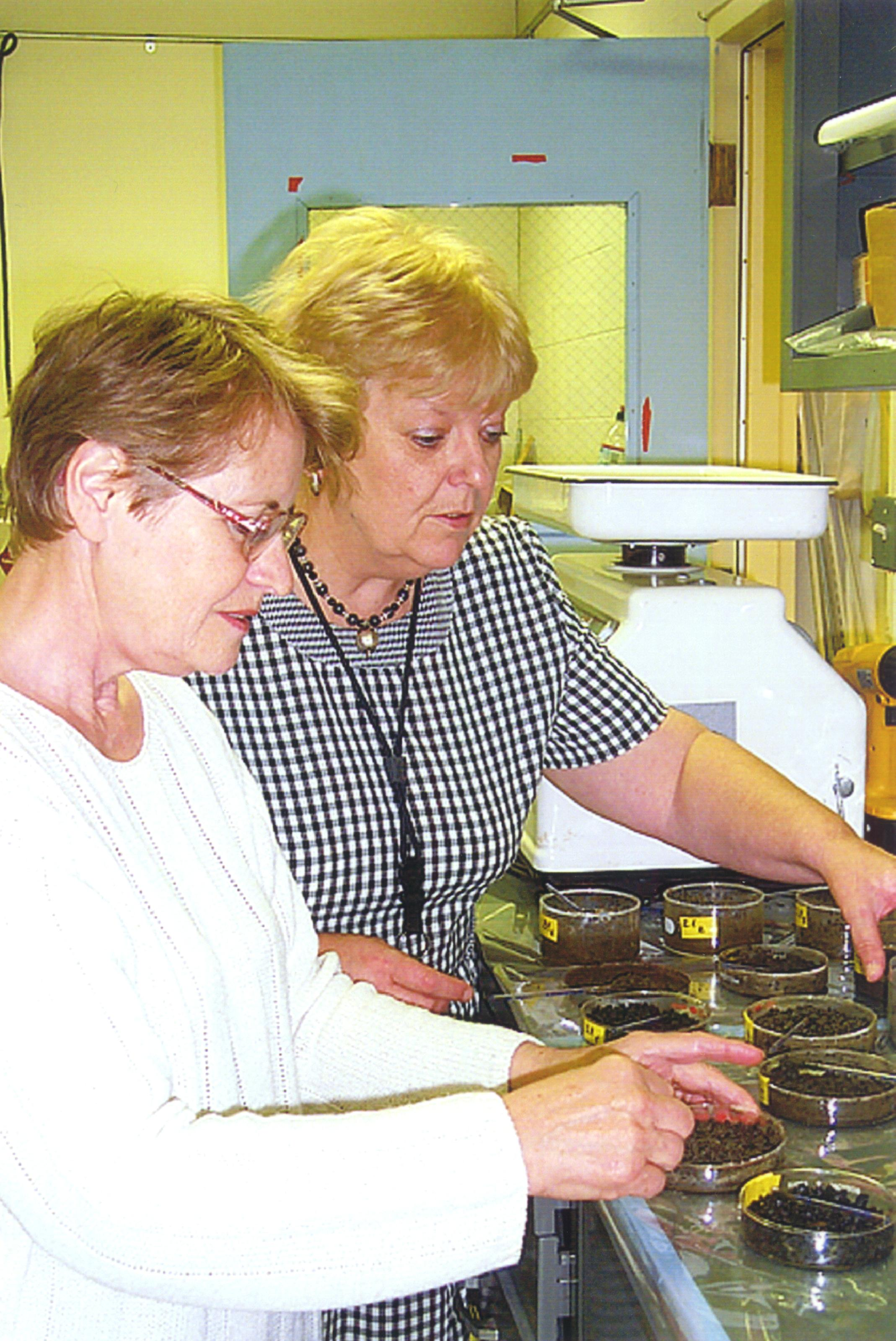
Deux scientifiques préparent des échantillons de sol pour tester l'efficacité d'un micro-organisme dans le domaine de la bioremédiation d'un sol contaminé.

Cette discipline a plusieurs applications en :
- pétrologie sédimentaire
- industrie minière (drainage minier acide, géologie minière)
- minéralogie
- bioremédiation